# باتريك سيكويرا
باتريك سيكويرا (بالإسبانية: Patrick Sequeira) هو لاعب كرة قدم كوستاريكي في مركز حراسة المرمى، ولد في 1 مارس 1999 في ليمون في كوستاريكا. شارك مع منتخب كوستاريكا تحت 17 سنة لكرة القدم. أما مع النوادي، فقد لعب مع ديبورتيفو سابريسا.

## وصلات خارجية
- باتريك سيكويرا على موقع الاتحاد الدولي (مؤرشف)  (الإنجليزية)
- باتريك سيكويرا على موقع قاعدة بيانات كرة القدم.إي يو (الإنجليزية)
- باتريك سيكويرا على موقع ناشيونال فوتبول تيمز (الإنجليزية)
- باتريك سيكويرا على موقع Soccerway.com (الإنجليزية)
- باتريك سيكويرا على موقع عالم كرة القدم.نت (الإنجليزية)